# Christen Wiese
Christen Wiese (Bergen, 22 de agosto de 1876 — Nøtterøy, 31 de março de 1968) foi um velejador norueguês, campeão olímpico. Ele competiu nos Jogos Olímpicos de Verão de 1920 na classe 12 Metre e conquistou a medalha de ouro na disputa realizada segundo as regras de 1919 a bordo do Heira II com Olaf Ørvig, Arthur Allers, Kaspar Hassel, Thor Ørvig, Johan Friele, Martin Borthen, Egill Reimers e Erik Ørvig. Wiese trabalhou primeiro para um negociante de carvão e mais tarde tornou-se gerente de escritório na Association of Coal Dealers. Eventualmente, ele foi promovido a diretor administrativo.